# Creatonotos gangis
Espèce
Synonymes
- Phalaena gangis (Linnaeus)
- Creatonotos continuatus (Moore)
- Noctua interrupta (Linnaeus)
- Creatonotos flavoabdominalis (Bang-Haas)

Creatonotos gangis est une espèce de papillons arctiines de l'Asie du Sud-Est et d'Australie. Il a été décrit par Carl Linnaeus dans son Centuria insectorum.

## Description et cycle de vie
Les adultes ont les ailes postérieures blanches et les ailes antérieures brunes, chacune avec une rayure sombre, et une envergure de 4 cm. L'abdomen est rouge ou, plus rarement, jaune. Les mâles ont quatre grands coremata (organes olfactifs) éversibles, qui peuvent dépasser la longueur de l'abdomen lorsqu'ils sont gonflés,.
Les œufs sont jaunes et ronds et sont déposés en rangées sur les feuilles des plantes alimentaires. Les chenilles possèdent des poils bruns avec une bande jaune sur le dos et ont un régime polyphage.
L'insecte est connu comme un ravageur mineur qui se nourrit d'arachides, de riz, de ragi, de sorgho, de Pennisetum americanum, de grains de café, de patates douces et de luzerne.

## Distribution
Creatonotos gangis vit en Asie du Sud-Est et dans certaines parties de l'Australie. Sa répartition asiatique comprend l'est de l'Indonésie, l'Inde, l'Iran, le Sri Lanka, la Chine, le Japon, la Thaïlande et la Nouvelle - Guinée. En Australie, il est limité aux parties nord de l'Australie-Occidentale, du Territoire du Nord et du Queensland, s'étendant au sud jusqu'à Mackay.

## Écologie
Les mâles adultes sécrètent la phéromone hydroxydanaidal (en) afin d'attirer les partenaires. La quantité produite, et la taille des coremata qui la produisent, dépendent cependant du régime alimentaire que le papillon a eu en tant que chenille. Si le régime larvaire contenait des alcaloïdes pyrrolizidines, les coremata deviennent gros et le mâle libère jusqu'à 400 microgrammes (0,4 milligramme) d'hydroxydanaidal, mais si ce n'est pas le cas, les coremata ne grossissent pas et aucune odeur n'est produite.
Les larves de Creatonotos gangis peuvent causer des dommages importants au feuillage des grenadiers.